# Морская газета
Морская газета — российское печатное издание конца XIX века. Выходила еженедельно по субботам в столице Российской империи городе Санкт-Петербурге, с 1879 по 1880 годы.
Редактор-издатель Г. А. Бартошевич. Первый номер газеты вышел 17 ноября 1879 года.
Морская газета обхватывала все отрасли морского дела, и по преимуществу торговую и промышленную отрасль. Подписная цена: с доставкой и пересылкой по России на год 7 рублей, на полгода 4 рубля, на 4 месяца 3 рубля, на два месяца 1 рубль и на месяц 85 копеек.
Подписка на газету принималась в конторе редакции, Санкт-Петербург, Московской части по Новой улице дом № 20, квартира № 22, также по Мойке между Полицейским и Певческими мостами, дом № 30 квартира № 8 и в книжном магазине Я. А. Исакова, в гостином дворе.